# Sola (telenovela)
Sola es una telenovela argentina escrita por Alberto Migré emitida en 1983 por (Canal 9) protagonizada por Zulma Faiad.

## Argumento
Sola cuenta la historia de una chica del burlesque que resulta ser idéntica a una mujer que ha muerto años atrás. Más que conmovidos por el enorme parecido, los padres de la difunta deciden rescatarla de ese lugar, rescatarla de la noche y "adoptarla", a partir de allí un hermoso cuento. El protagonista masculino fue el cantante y actor Francisco Llanos.
El tema de apertura fue interpretado por Cacho Castaña.

## Elenco
- Zulma Faiad ...  Amanda "Mandy"
- Silvia Baylé ...  Nonina
- Stella Maris Closas ...  Sonia
- Hugo Cosiansi ... Nando
- Delfy de Ortega ...  Cora
- Horacio Dener ...  Lauría
- Marcelo Dos Santos ... Claudio
- Virginia Faiad ...  Norah
- Dora Ferreiro ...  Dona Hortensia
- Nelly Fontán ...  Carolina
- Julio Gini ...  Tarsi
- Francisco Llanos ...  Abel
- Margarita Luro ...  Mucama
- Carlos Moreno ...  Gringo
- Silvia Nolasco ...  Empleada
- Malvina Pastorino ...  Cordelia
- Nelly Prono ... Nelida
- Nya Quesada ...  Juana
- Guillermo Rico ...  Mauro
- Gerardo Romano ...  Talo
- Tina Serrano ...  Tonia
- Ludovica Squirru ...  Beba
- Gloria Ugarte ...  Brigida
- Jorge Villalba ...  Agrelo

- FICHA TÉCNICA:
- Narrador: JULIO CÉSAR BARTON

- Escenografía: RUBÉN GRECCO

- Producción: DARIO ALVAREZ

- Dirección: Juan David Elicetche

- Creación y producción general: ALBERTO MIGRÉ